# Good Morning Susie Soho
Good Morning Susie Soho är ett musikalbum från 2000 av jazzgruppen Esbjörn Svensson Trio.

## Låtlista
All musik är skriven av e.s.t. om inget annat anges.
1. Somewhere Else Before – 5:35
2. Do the Jangle – 5:59
3. Serenity – 1:51
4. The Wraith – 9:21
5. Last Letter from Lithuania – 4:10
6. Good Morning Susie Soho – 5:52
7. Providence – 4:53
8. Pavane – 3:44
9. Spam-Boo-Limbo – 4:39
10. The Face of Love (David Robbins/Tim Robbins/Nusrat Fateh Ali Khan) – 6:52
11. Reminicence of a Soul – 12:00

## Medverkande
- Esbjörn Svensson – piano
- Dan Berglund – bas
- Magnus Öström – trummor

## Listplaceringar
| Lista (2000) | Topplacering |
| ------------ | ------------ |
| Sverige      | 15           |